# Gratot
Gratot ist eine französische Gemeinde mit 674 Einwohnern (Stand 1. Januar 2022) im Département Manche in der Region Normandie. Sie gehört zum Kanton Coutances im Arrondissement Coutances.

## Geographie
Die Gemeinde befindet sich etwa acht Kilometer östlich der französischen Kanalküste, ungefähr drei Kilometer nordwestlich der Stadt Coutances und etwa fünf Kilometer östlich der Gemeinde Saint-Malo-de-la-Lande. Weitere Nachbarorte sind Brainville und La Vendelée im Norden sowie Tourville-sur-Sienne im Südwesten.

## Bevölkerungsentwicklung
| Jahr      | 1962 | 1968 | 1975 | 1982 | 1990 | 1999 | 2008 | 2018 |
| Einwohner | 423  | 412  | 385  | 444  | 581  | 612  | 660  | 661  |

## Sehenswürdigkeiten

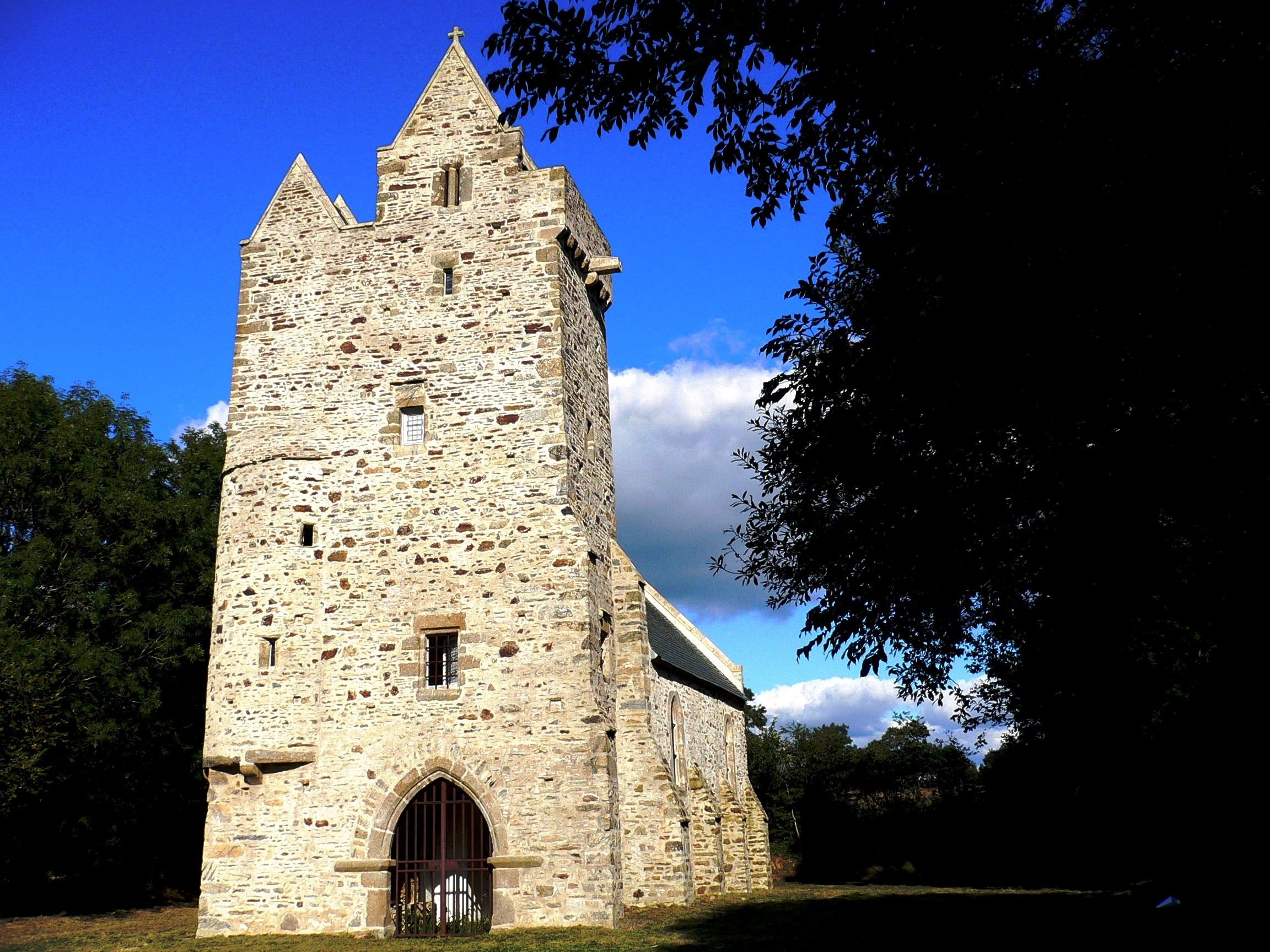
Ermitage Saint-Gerbold

Die folgenden Gebäude der Gemeinde Gratot werden vom französischen Kulturministerium (Ministère de la Culture) als historische Denkmale (Monument historique) und archäologische Gelände (Site archéologique) geführt:
- Dorfkirche und Friedhof Notre-Dame de Gratot[1]
- Ermitage Saint-Gerbold, Kapelle einer Einsiedelei aus dem 14. bis 15. Jahrhundert[2]
- Château de Gratot, Schlossruine mit Gebäudeteilen aus dem 13. bis 18. Jahrhundert[3]